# サイモン・ドーキンス
サイモン・ジョナサン・ドーキンス（Simon Jonathan Dawkins, 1987年12月1日 - ）は、イングランド・ロンドン出身のサッカー選手。ポジションはフォワード(LW)。

## 経歴
トッテナム・ホットスパーFCのユース出身。2009年に怪我で一度退団したが、2011年に再契約。2011シーズンはアメリカのトップリーグであるMLSのサンノゼ・アースクエイクスにレンタル移籍。2012年も続けて在籍し、2年間で53試合に出場した。2013年1月にレンタル移籍でプレミアリーグのアストン・ヴィラFCへ加入。2月10日のウェストハム・ユナイテッドFC戦で64分にアンドレアス・ヴァイマンに代わって出場、プレミアデビューを果たした。しかし、トッテナムでは試合に出場することは無かった。
2014年1月にダービー・カウンティFCに完全移籍。
2016シーズンからはかつて所属したサンノゼ・アースクエイクスに復帰。2年間で43試合に出場した。
2019年1月にイプスウィッチ・タウンFCに加入した。シーズン終了後、退団が発表された。

## 代表歴
2014年からジャマイカ代表に招集され、コパ・アメリカ2015のメンバーや2015 CONCACAFゴールドカップのメンバーに選出された。